# Der fröhliche Wanderer (Film)
Der fröhliche Wanderer ist ein deutscher Heimatfilm von Hans Quest aus dem Jahr 1955. Rudolf Schock ist in der Titelrolle zu sehen, tragende Rollen sind mit Waltraut Haas, Elma Karlowa, Willy Fritsch, Paul Hörbiger, Gunther Philipp und Helen Vita besetzt. Das seinerzeitige Filmplakat versprach einen großen Farbfilm „um Liebe, Musik und Heimat“.

## Handlung
Axel Wendt arbeitet in einer Kleinstadt als Leiter des Kinderchors und komponiert gelegentlich. Schon lange versucht er, sein Lied Mein Vater war ein Wandersmann fertigzustellen, doch kann er nur schreiben, wenn er traurig ist. Dazu hat er keinen Grund, fühlt er sich doch zu Lehrerin Toni Peters hingezogen und liebt seine Arbeit. Sein Freund Heini Krops weiß, wie gut Axel singen kann, und versucht sein Talent überall anzupreisen. Eines Tages erscheint die berühmte Kammersängerin Rita Mehling in der Kleinstadt, um Abstand vom hektischen Sängeralltag zu gewinnen. Heini bringt sie mit Axel zusammen und beide werden ein Paar. Am Ende geht Axel mit Rita in die große Stadt und Toni bleibt traurig zurück. Nur der Lehrer Kurt Henner, der Axels Nachfolge als Chorleiter antritt, ist erleichtert, liebt er selbst Toni doch schon seit langem.
Axel darf in der Stadt vorsingen, ist jedoch sehr nervös. Er wird trotz schlechter Leistung engagiert, würde der Operndirektor seinem Star Rita doch jeden Wunsch erfüllen. Axel lernt eifrig, indem er bei Proben anwesend ist, und nimmt Gesangsunterricht. Neben dem Getuschel in der Stadt, weil Rita nach jedem Urlaub einen Liebhaber zu einem großen Sänger aufbauen will und in der Regel scheitert, bedrückt Axel auch sein gesundheitlicher Zustand. Er sieht immer schlechter und der Augenarzt stellt schließlich eine Trübung der Glaskörper fest, die mit Medikamenten nicht heilbar ist. Axel ist deprimiert und stellt in diesem Zustand das Lied Mein Vater war ein Wandersmann fertig, das er an Toni schickt. Der Kinderchor probt es ein, soll es doch bei der 1000-Jahr-Feier der Kleinstadt erstmals öffentlich aufgeführt werden.
Bei einer Aufführung der Oper Rigoletto fällt nach dem zweiten Akt der Sänger der Hauptpartie wegen Grippe aus. Da auch der zweite Tenor nicht anwesend ist, muss Axel kurzerhand einspringen. Obwohl ihn seine Augenprobleme plagen, meistert er den Auftritt fehlerfrei und das Publikum tobt vor Begeisterung. Die Zeitungen sind voll des Lobes und Axel gilt als der neue Star. Er jedoch ist deprimiert, weil Rita ihn nicht mehr liebt. In seine Gedanken versunken überquert er eine Straße und wird von einem Omnibus erfasst. Im Krankenhaus werden seine leichten Verletzungen behandelt, doch eine Operation seiner Augenerkrankung lehnt Axel ab. Rita ist es, die ihn überzeugt, das Wagnis der bisher nicht erprobten Operation einzugehen.
Tatsächlich ist der Eingriff erfolgreich und Axel kann wieder klar sehen. Eine Karriere an Ritas Seite muss er jedoch absagen, da jede große Aufregung und grelles Licht den Erfolg der Operation gefährden würden. Axel kehrt in seine Kleinstadt zurück, wo Toni am nächsten Tag Kurt heiratet. Axel singt mit dem Kinderchor auf ihrer Hochzeit, hat er doch akzeptiert, dass er zu spät zurückgekehrt ist. Auf Wunsch seiner ehemaligen Chorkinder wird er wieder als Chorleiter eingestellt und bereist mit den Kindern die Metropolen der ganzen Welt. In London gewinnen die Märchensänger unter Axels Leitung mit dem Lied Mein Vater war ein Wandersmann am Ende sogar den ersten Preis.

## Produktion, Veröffentlichung
Der fröhliche Wanderer entstand in den Ufa-Filmstudios Berlin-Tempelhof mit Außenaufnahmen aus Berlin sowie aus Forchheim und der Fränkischen Schweiz. Viele Außenaufnahmen wurden in Bamberg gedreht, vor allem vor der Kulisse des Alten Rathauses. Die Filmbauten stammen von Hanns H. Kuhnert, Peter Schlewski und Hans Luigi.
Im Film, dessen Titel unter Verwendung des gleichnamigen Liedes von Friedrich Wilhelm Möller entstand, werden zahlreiche Volkslieder, vornehmlich von Rudolf Schock und den Schaumburger Märchensängern, gesungen. Es spielt das Orchester Egon Kaiser. Zu hören sind unter anderem die Lieder Der frohe Wandersmann, Mein Vater war ein Wandersmann, Sterne, liebe Sterne, Werde mein (Die Frau meiner Träume bist du), Das alte Lied sowie Eine verstohlene Träne und Oh wie so trügerisch sind Weiberherzen aus Rigoletto.
Laut Klingelschild im Film lautet Ritas Nachname „Melling“, laut Vorspann ist die Schreibung jedoch „Mehling“.
Der Film erlebte am 22. September 1955 im Düsseldorfer Residenz-Theater seine Premiere. In Belgien wurde er im Dezember 1955 veröffentlicht, in Österreich im Januar 1956, in Frankreich im Juli 1956 und in Dänemark im November 1956. In Irland war er erstmals im Mai 1957 unter dem internationalen Titel The Happy Wanderer zu sehen.
Alive gab den Film am 30. Oktober 2015 innerhalb der Reihe „Juwelen der Filmgeschichte“ auf DVD heraus. Der Kritiker Falk Schwarz befand, man müsse die Firma, „die diesen Film jetzt auf DVD“ herausbringe, fragen, „warum denn solch filmischer Schwachsinn erneut aufgelegt werden“ müsse. „Rudi Schock“ lasse sich „auf Platten hören. Das reich[e.]“

## Kritik
Für den film-dienst war Der fröhliche Wanderer ein „anspruchsloser Heimatfilm mit volkstümlicher Musik.“ Cinema nannte den Film eine „Schmonzette“ und „peinlich“.
Falk Schwarz stellte im Filmportal die Frage, wozu „eigentlich Probeaufnahmen gemacht“ werden würden und gab die Antwort, „damit das Filmteam beurteilen“ könne, „ob jemand den Mindestanforderungen an schauspielerischem Talent“ entspreche und „ob sein Gesicht, sein Gang fotogen genug“ seien. Schwarz kam zu dem Ergebnis, dass man sich bei diesem Film die Aufnahmen erspart habe, „sonst hätte man’s gewusst: der Schock kann singen, aber nicht spielen“. So werde „er hier vorgeführt als einer, der nicht über das mindeste Talent verfügt, die Figur im Film auch zu sein. Schock steht herum. Wenn er leidet, sieht man es ihm nicht an, wenn er balzt, schon gar nicht, wenn er Trauer zeigen muss, kriegt er das Lächeln nicht von den Bäckchen. Schockschwerenot – wie ist das möglich? Dann bedient sich der Film aus dem Baukasten des Heimatfilmkonstrukts (notiert von Juliane Kay): erst wird das Talent entdeckt, dann geht an er an die Bühne, dann kriegt er ein Augenleiden (das natürlich schnell vorübergeht), dann wird er bejubelt, dann kommt er jedoch reumütig in sein Heimatstädtchen (der Sog der Regression) zurück , – aber – und da verstösst dieser Film gegen die Regel – er kriegt seine Waltraut (Haas) nicht. Der alte Fritsch hat sie ihm weggeschnappt“.